# Свемирски телескоп Џејмс Веб
Свемирски телескоп Џејмс Веб (енгл. James Webb Space Telescope, JWST) јесте наследник Свемирског телескопа Хабл. Главни задатак телескопа је прикупљање података о најудаљенијим објектима у свемиру до којих телескоп Хабл или земаљски телескопи нису могли да досегну. Телескоп је заједнички пројекат Националне ваздухопловне и свемирске администрације (НАСА) са Европском свемирском агенцијом и Канадском свемирском агенцијом. JWST пружа знатно побољшану резолуцију и сензитивност у односу на Хабл и омогућава широк спектар истраживачких студија у мноштву области астрономије и космологије, укључујући посматрање неких од најудаљенијих догађаја и објеката у свемиру, као што је формирање првих галаксија. Други циљеви обухватају разумевање формирања звезда и планета и директно снимање ексопланета и нова.
Примарно огледало JWST, оптички телескопски елемент, састоји се од 18 хексагоналних сегмената огледала који се комбинују да креирају огледало пречника 6,5 m (21 ft 4 in; 260 in) које је много веће од Хабловог огледала са 2,4 m (7 ft 10 in; 94 in). За разлику од Хабла, који посматра у блиском ултраљубичастом, видном, и блиском инфрацрвеном (0,1 до 1 μm) спектралном опсегу, JWST ће посматрати у нижем фреквентном опсегу, од дугих таласних дужина видљиве светлости до средњег инфрацрвеног светла (0,6 до 27 μm), што ће му омогућити да посматра објекте високог црвеног помака који су сувише стари и сувише удаљени да би Хабле могао да их посматра. Телескоп мора бити екстремно хладан да би могао да се посматра у инфрацрвеном спектру без сметњи, тако да ће бити стациониран у простору близу L2 Лагранжове тачке Земље-Сунца, а велики сунчани штит ће одржавати његово огледало и инструменте испод 50 K (−220 °C; −370 °F).
JWST је развила Наса са знатним доприносом из Канадске свемирске агенције и Европске свемирске агенције. Он је назван по Џејмсу Е. Вебу, администратору Насе од 1961. до 1968. године, који је одиграо кључну улогу у програму Аполо. Развој је започео 1996. године, али пројекат је имао бројна кашњења и прекорачења трошкова, те је прошао кроз велики редизајн током 2005. године. Крајем новембра 2015. године започета је монтажа сегмената главног огледала, а завршена је почетком фебруара 2016. Конструкција JWST је комплетирана при крају 2016. године, након чега је започела фаза екстензивног тестирања. У марту 2018, Наса је одложила лансирање након што се сунчев штит телескопа подерао током тестног развијања. Покретање је поново одложено у јуну 2018. по препоруци независног ревизионог одбора. Коначно, телескоп Џејмс Веб је лансиран у свемир децембра 2021. године из града Куруа у Француској Гвајани и ушао је у орбиту јануара 2022. године. Дана 11. јула 2022. године, Наса је представила јавности прву фотографију из свемира коју је направио JSWT. Следећег дана објављене су и друге фотографије из истог сета. Научници су ове фотографије назвали револуционарним и историјским.
У плану је да телескоп буде у употреби пет година, мада се инжењери надају да ће телескоп моћи да спроводи научна испитивања бар десет година.

## Мисија
Примарна мисија телескопа је да тражи светлост која потиче од удаљених звезда и галаксија које су се формирале непосредно после Великог праска, да проучава настанак и еволуцију галаксија, да покуша да објасни настанак звезда и планетарих система и порекло живота.

## Својства
Очекивана маса JWST једнака је половини масе Хабловог свемирског телескопа, али ће његово примарно огледало (позлаћени берилијумски рефлектор пречника 6,5 m) имати око пет пута већу колекторску површину (25 m² vs. 4,5 m²). JWST је оријентисан према блиско-инфрацрвеној астрономији, али исто тако може да види наранџасто и црвено видљиво светло, као и средњи-инфрацрвени регион, у зависности од инструмента. Дизајн наглашава блиску до средње инфрацрвене области из три главна разлога: објекти са високим црвеним помаком имају видне емисије у инфрацрвеним опсегу, хладни објекти као што су дискови крхотина и планете најјаче емитују у инфрацрвеном спектру, и тај опсег је тешко проучавати са тла или постојећим свемирским телескопима као што је Хабл. Земаљски телескопи морају да гледају кроз атмосферу, која је непрозирна у многим инфрацрвеним опсезима (погледајте слику атмосферске трансмисије). Чак и тамо где је атмосфера транспарентна, многа циљна хемијска једињења, као што су вода, угљен-диоксид и метан, такође постоје у Земљиној атмосфери, знатно компликујући анализу. Постојећи свемирски телескопи као што је Хабл не могу да проучавају ове опсеге, јер њихова огледала нису довољно хладна (Хаблово огледало се одржава на око 15 °C (288 K)) и самим тим телескоп зрачи у инфрацрвеним опсезима.
JWST ће радити у близини Л2 (Лагранжове) тачке Земље-Сунца, приближно 1.500.000 km (930.000 mi) изван Земљине орбите. Поређења ради, Хабл кружи око 550 km (340 mi) изнад Земљине површине, а Месец је отприлике 400.000 km (250.000 mi) од Земље. Ова удаљеност чини поправку или надоградњу JWST хардвера практично немогућим. Објекти у близини ове тачке могу да круже око Сунца синхронизовано са Земљом, омогућавајући телескопу да остане на приближно константној удаљености и користити један штит да блокира топлоту и светлост Сунца и Земље. Тиме ће се одржавати температура летелице испод 50 K (−220 °C; −370 °F), што је неопходно за инфрацрвена посматрања. Главни извођач радова на изградњи овог телескопа је Нортроп Граман.